# Superpelicej
Superpelicej (kasnolatinski: superpelliceum, od super, 'preko' i pellicia, 'krznena odjeća') liturgijsko je ruho zapadnog kršćanstva. Dodatak je u obliku tunike od bijelog lana ili pamuka, do koljena, širokih ili srednje širokih rukava.
Izvorno je bila dugačka odjeća s otvorenim rukavima koji su sezali gotovo do zemlje. Ročete često imaju kraće, zatvorene rukave i četvrtasta ramena, a taj se oblik zadržao u zapadnokršćanskim tradicijama. Anglikanci obično nazivaju surplice u rimskom stilu srednjovjekovnim latinskim izrazom kota (talijanski: cotta, 'odsječeno'), budući da je izvedeno iz skraćenih albi. Katolici koji govore engleskim obično ne prave razliku između ta dva stila i oba nazivaju surplice ('ročeta').

## Galerija
- Anglikanski svećenik koji nosi crnu reverendu, bijelu ročetu u engleskom stilu i crnu štolu kao svoje korsko odijelo.
- Smrt sv. Beda, samostanski kler nosi ročete.
- Portret opatice Joanne van Doorselaer de ten Ryen u korskom odijelu. Opatija Waasmunster Roosenberg.